# Jaime de Zudáñez
Jaime de Zudáñez   (Sucre, 25 de juliol de 1772 - Montevideo, 1833) fou un heroi de la independència americana que es va destacar com un dels líders de la Revolució de Chuquisaca, la qual va donar inici a les Guerres d'independència hispanoamericanes, i després com combatent i polític a Xile, Argentina i Uruguai.

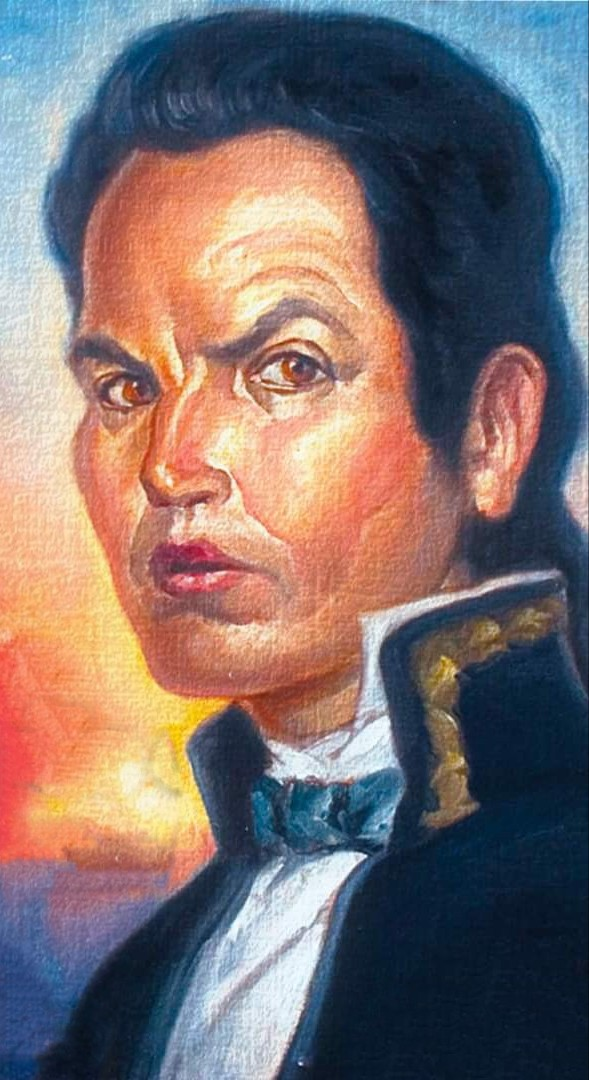
Retrat de Jaime de Zudáñez.

Va ser diputat al Parlament de l'Uruguai entre els anys 1828-1830, participant en la declaració de la independència i la sanció de la constitució d'aquest país. Va morir a Montevideo l'any 1832.